# Julius Mosen
Julius Mosen (8. juli 1803 i landsbyen Marieney i Vogtland, Sachsen - 10. oktober 1867 i Oldenburg) var en tysk digter.
Han studerede jura i Jena (1822) og, efter en rejse i Italien, i Leipzig (1826) og blev sagfører, senere retsskriver, endelig advokat i Dresden, hvor han stiftede bekendtskab med Tieck og fortsatte sin i 1825 med novellesamlingen Der Gang nach dem Brunnem påbegyndte digteriske gerning. På Adolf Stahrs anbefaling blev han af storhertugen af Oldenburg udnævnt til hofråd og dramaturg ved dennes hofteater (1844), en stilling, som han ventede sig meget af. Men allerede 1846 viste sig de første symptomer på en snigende sygdom, som endte med fuldstændig lammelse og efter 20 års forløb medførte hans død. Mosen har skrevet ballader som Andreas Hofer og Der sächsische Tambour og ikke få indtagende og fine lyriske digte. Hans Gedichte udkom 1836 og 1843. Også hans episke digte som Ritter Wahn og Ahasver rummer store skønheder, ligesom hans romantiske noveller Bilder im Moose (1846). Derimod er hans dramaer hurtig blevne glemte. Deres poetiske værd fordunkles af kejtet teknik og brist på historisk kolorit og organisk sammenhæng; nævnes kan
Heinrich der Finkler, Otto III og Cola Rienzi. Heller ikke hans roman Der Kongres von Verona (1842) formåede at trænge igennem. Sämtliche Werke udkom i 8 bind (1863—64). De fulgtes af Ausgewählte Werke (1899).